# Province of Canterbury
Die Province of Canterbury ist neben der Province of York eine der beiden Kirchenprovinzen der anglikanischen Kirche von England. Sie besteht aus 30 Diözesen und umfasst damit etwa die südlichen zwei Drittel von England, daneben die Kanalinseln, einige Grenzgebiete von Wales sowie durch die Diözese in Europa das ganze restliche Europa außerhalb der britischen Inseln.
Metropolit der Kirchenprovinz ist der Erzbischof von Canterbury, der zugleich Primas der gesamten Kirche von England und Ehrenoberhaupt der anglikanischen Kirchengemeinschaft ist.

## Geschichte
Die Provinz entstand im Frühmittelalter um das Jahr 600 durch die Ernennung des Augustinus zum ersten Erzbischof von Canterbury. Zwischen 787 und 803 verlor die Kirchenprovinz Canterbury kurzzeitig etwa die Hälfte ihres Territoriums, da der Bischof von Lichfield Higbert zum Erzbischof erhoben wurde und somit eine kurzlebige dritte Kirchenprovinz entstand.
Bis 1920, als die unabhängige Church in Wales gegründet wurde, war auch ganz Wales Teil der Provinz Canterbury. Früher bildeten auch die Falklandinseln eine Diözese der Kirchenprovinz, seit 1978 existiert jedoch das halbautonome Parish of the Falkland Islands.

## Liste der Diözesen
- Bath und Wells
- Birmingham
- Bristol

Province of Canterbury (gelb, im Süden Englands, ohne Kanalinseln und Resteuropa)

- Canterbury (Diözese des Erzbischofs)
- Chelmsford
- Chichester
- Coventry
- Derby
- Ely
- Exeter
- Diözese in Europa (umfasst das restliche kontinentale Europa)
- Gloucester
- Guildford
- Hereford (umfasst auch einige wenige Gemeinden in Wales)
- Leicester
- Lichfield
- Lincoln
- London
- Norwich
- Oxford
- Peterborough
- Portsmouth
- Rochester
- Saint Albans
- Saint Edmundsbury und Ipswich
- Salisbury
- Southwark
- Truro
- Winchester (umfasst auch die Kanalinseln)
- Worcester